# Kundenbeirat (Deutsche Bahn)
Der Kundenbeirat der Deutschen Bahn ist ein Gremium von Fahrgästen, das eine beratende Funktion für den Unternehmensbereich Personenverkehr des DB-Konzerns ausübt.

## Details
Der Kundenbeirat besteht aus 30 ehrenamtlichen Mitgliedern, welche alle wesentlichen Zielgruppen der Deutschen Bahn im Regional- und Fernverkehr im Hinblick auf Reisezwecke, Familiensituation, Alter u. a. repräsentieren sollen. Der Beirat tritt zweimal jährlich zu nicht öffentlichen Sitzungen mit Entscheidungsträgern des DB-Konzerns sowie Sondersitzungen zusammen. Das Unternehmen wählt alle drei Jahre neue Mitglieder aus, die bis zu zweimal wiederberufen werden können. Es steht unter der Leitung der Vorständin für Marketing und Vertrieb der DB Fernverkehr AG sowie der Schirmherrschaft der Vorstände der Regionalverkehr und Personenfernverkehr der Deutsche Bahn AG.

## Geschichte
Per Ausschreibung in der Kundenzeitschrift mobil wurden Anfang 2004 unter 5300 Bewerbern die ersten 32 Mitglieder des Gremiums bestimmt. Ihre Amtszeit betrug drei Jahre. Das Gremium war in vier Arbeitsgruppen organisiert: Fahrplan/Preisgestaltung, Vertrieb, Qualität/Service sowie Beschwerdemanagement. Die erste Sitzung fand am 21. Juni 2004 im Bahntower in Berlin statt.
Im Januar 2007 erschien in der mobil ein Aufruf zur Neubesetzung von 16 der 32 Sitze im Frühjahr. 5400 Bewerbungen waren bei dem Unternehmen eingegangen. Im Frühjahr 2007 wurden 15 der 30 Plätze im Kundenbeirat neu besetzt. Am 21. Mai 2007 fand in Berlin die konstituierende Sitzung statt.
Der nächste Aufruf für die Wiederbesetzung eines Drittels der Plätze erfolgte im Dezember 2009. Ursprünglich sollten rund 50 Prozent der Plätze neu besetzt werden.
Im Rahmen einer neuen Ausschreibungsrunde bewarben sich bis Ende Januar 2013 mehr als 2500 Menschen, aus denen 13 ausgewählt wurden. Der Beirat bestand 2013 aus 18 Männern und 12 Frauen im Alter von 22 bis 71 Jahren. Bei einer Vorabbegehung des ICE 4 kritisierte der Beirat einen zu engen Sitzabstand, der daraufhin geändert wurde.
Im Dezember 2018 erfolgte eine weitere Ausschreibung zur Besetzung von rund der Hälfte der Plätze. Während der Gesamtbeirat weiterhin zweimal jährlich tagte, gab es spezielle Termine für zwölf kleinere Gruppen.
Während der COVID-19-Pandemie in Deutschland kam der Kundenbeitrag nur noch digital zusammen.